# Billy Sheehan
Billy Sheehan (Buffalo, New York, 1953. március 19. –) basszusgitáros. Olyan rocklegendákkal játszott együtt, mint David Lee Roth, Steve Vai, vagy Paul Gilbert. A Guitar Player magazin olvasói már öt alkalommal szavazták első helyre, a legjobb rockbasszusgitáros kategóriában.
Mélyen vallásos, 1971 óta tagja a Szcientológia Egyháznak.
A kétkezes tapping technika mestere.

## Korai évek
Eleinte a húgától kölcsönvett akusztikus gitáron játszott, de hamar szeretett volna elektromos hangszeren is gyakorolni. A mamája azonban kijelentette, hogy amíg ő él, addig szó sem lehet elektromos gitárról. A nagymama azonban hamarosan meghalt, így Billy az életbiztosítási pénzből megvehette az elektromos hangszert.
Azonban hamar basszusgitárra váltott, miután látta Tim Bogertet, a Vanilla Fudge basszusgitárosát.
1971-ben, miután elolvasta a Szcientológia Dianetika könyvet, tagja lett a Szcientológia Egyháznak.
Első basszusgitárja egy Hagstrom FB modell volt. Ezt hamarosan egy Precision modell váltotta fel, melyet saját igényeinek megfelelően alakított át. Ezt a hangszert aztán egészen az 1980-as évek végéig használta.
Legfőbb zenei hatásként Jimi Hendrixet ugyanúgy megemlíti, mint Johann Sebastian Bachot, vagy Billy Gibbonst, a ZZ Top gitárosát.
Az első koncertélménye is Jimi Hendrixhez kötődik, a tapping technika pedig akkor keltette fel érdeklődését, amikor egy ZZ Top-koncerten Billy Gibbonst látta, amint a mutatóujjával megérinti a fogólapot.

## A 70-es és 80-as évek
Első zenekara a Talas volt, ahol rajta kívül Dave Constantino (gitár) és Paul Varga (dob) játszott. Vegyesen játszottak feldolgozásokat és saját dalokat, valamint mindhárom hangszeres felváltva énekelt. A zenekarnak 1978-ban jelent meg debütáló albuma, amely a zenekar nevét viselte. A korong egy slágert eredményezett, a „See Saw” címűt. Billy ez idő tájt írta meg a „Shy Boy” dalt, melyet később David Lee Roth tett híressé, valamint az „Addicted to that Rush” dalt, ami viszont a Mr. Big előadásában lett sláger.
A 70-es években több formációban is játszott, többek között zenélt a Foreigner-énekes Lou Gramm-mel is. A Talas lehetőséget kapott, hogy az UFO előtt léphessen fel. Billy ekkor ismerkedett meg Michael Schenker gitárossal, és később ki is segítette őt egy európai turné alkalmával.
A Talas hiába adott ki több lemezt is, valamint hiába játszhattak a Van Halen előtt, az áttörés mégis elmaradt.
Billy Sheehan végül a Trasher névre hallgató thrash metal zenekarral dolgozott, de ez az együttműködés sem volt hosszú életű. Itt egyébként az a Dan Spitz gitározott, aki később az Anthrax tagja lett.
Billy végül David Lee Roth mellett kötött ki, aki éppen szakított a Van Halen fivérekkel, hogy beindítsa szólókarrierjét. Társa Steve Vai gitáros és Gregg Bissonette dobos volt. A debüt 1985-ben Eat 'Em and Smile címmel jelent meg. A könnyen emészthető, a hangszeres virtuozitást sem nélkülöző dalok, valamint a látványos koncertek hamar meghozták a sikert. Ez a felállás még elkészítette a Skyscraper albumot, majd Billy kiszállt. Ezt követően Steve Stevenst (ex-Billy Idol) próbálta rábírni egy projekt alakítására, de terve nem valósult meg.
1988-ban csatlakozott egy újonnan alakult formációhoz, a Mr. Big zenekarhoz, ahol Eric Martin, Paul Gilbert és Pat Torpey voltak a társai. A zenekar két slágerrel alapozta meg hírnevét („Addicted to a Rush”, „To Be With You”), melyek révén a Mr. Big világhírnévre tett szert. A névadó első album és a Lean Into it című második album után azonban már nem tudták megismételni korábbi sikereiket, Paul Gilbert is külön utakra tért. Richie Kotzen gitáros belépésével már kizárólag a Japán piacra dolgoztak, mely mindig is fő területüknek számított. A Mr. Big végül 2002-ben feloszlott, Billy pedig az UFO társaságában Lengyelországban turnézott.

## 2000-től napjainkig
A 2000-es évtől egészen 2007-ig rendszeresen dolgozott Steve Vai oldalán, de közreműködött a japán B'z Brotherhood albumán is, mely hamar platinalemezzé vált, valamint a színpadokon is láthatóak voltak együtt. 2005-ben megjelent régóta várt első szólólemeze, a Compression, melyen a gitározás mellett az énekesi teendőket is magára vállalta. Emellett több projektben is vendégszerepelt, többek között a Planet X, Derek Sherinian számára, de hallható volt egy Niacin nevű jazz-rock együttesben is.
Emellett részt vett a G3 turnékon is, mint Steve Vai zenekarának basszusgitárosa, a Devil's Slingshot-ban pedig Tony MacAlpine gitárossal fogott össze.
2009 januárjában újjáalakult a Gilbert–Martin–Torpey–Sheehan-felállású Mr. Big, hogy lebonyolítsanak egy világ körüli turnét.
2009-ben Billy új szólólemezt adott ki Holy Cow! címmel, melyen Paul Gilbert, Billy Gibbons és a King's X basszusgitárosa, Doug Pinnick is szerepelt.
Gilbert azt nyilatkozta, hogy a jó hangulatú stúdiózás vezetett a Mr. Big újjáalakulásához.
2012-ben Mike Portnoy-jal és Richie Kotzennel együtt alapította meg a The Winery Dogs nevű hard/blues rock formációt, melynek a mai napig tagja. Jellegzetes tapping technikájával többek közt a You saved me című daluk intrójában találkozhatunk.

## Stílus, hangszer
Billy Sheehan a három ujjal való pengetés és a kétkezes tapping technika nagymestere. Tapping technikája révén gyakran mondják rá, hogy a basszusgitár Eddie Van Halenje, de a basszusgitár használatát illetően is újat mutatott a fiatalabb generációnak. Elsők között használta rockzenében szólóhangszerként a négyhúros hangszert, a basszusgitár torzítása pedig a védjegyévé vált. Tapping technikája pedig a világ vezető gitárosaiból is elismerést vált ki:

| „              | Fiatalon rengeteget használtam ezt a technikát, aztán bekerültem a Mr. Bigbe, ahol Billy Sheehan félelmetes dolgokat hozott így a basszusgitárján, én meg úgy döntöttem, hogy nem akarok versenyre kelni vele. | ” |
| – Paul Gilbert | |   |

Számtalan stílusban otthon mozog, legyen az rock, komolyzene, vagy jazz. A 80-as évek vége óta használja saját tervezésű Yamaha gitárjait, melyek némelyike kék fényt bocsát ki magából egy beépített lézer pálca segítségével. Már hosszú ideje az Ampeg erősítők mellett teszi le voksát.

## Fellépései
- Bx3
- G3: Live in Tokyo
- Steve Vai basszusgitárosaként, valamint az utolsó kettő jamszám alatt játszik a koncerten.